# Світова серія з тріатлону 2019
У 2019 році відбувся одинадцятий сезон Світової серії з тріатлону. Перше змагання стартувало 8 березня в Абу-Дабі, останнє — завершилося 1 вересня в Лозанні. У десяти містах було проведено вісім індивідуальних гонок і п'ять естафет. Переможцями стали американка Кеті Зеферес і француз Венсан Луї. На етапі в Гамбурзі визначилися чемпіони світу в естафеті. Під час гранд-фіналу пройшли молодіжна і юнацька першості.

## Календар
Календар сезону 2019:
| Місто                 | Стандарт              | Спринт    | Мікст     |
| --------------------- | --------------------- | --------- | --------- |
| Абу-Дабі              |                       | 8 березня | 9 березня |
| Бермуди               | 27 — 28 квітня        |           |           |
| Йокогама              | 18 — 19 травня        |           |           |
| Лідс                  | 8 — 9 червня          |           |           |
| Ноттінгем             |                       |           | 15 червня |
| Монреаль              | 29 червня             |           |           |
| Гамбург               |                       | 6 липня   | 7 липня   |
| Едмонтон              |                       | 20 липня  | 21 липня  |
| Токіо                 |                       |           | 18 серпня |
| Лозанна (гранд-фінал) | 30 серпня — 1 вересня |           |           |

- Стандартна дистанція: плавання — 1,5 км, велоперегони — 40 км, біг — 10 км.
- Переможець етапу отримував 1000 очок, кожний наступний атлет — на 7,5 % очок менше. Бали отримували перші 40 учасників.
- У гранд-фіналі за перше місце — 1250 очок, кожному наступному — на 7,5 % менше. Бали отримували перші 50 учасників.
- Бали не отримували спортсмени, якщо їх відрив у часі від першого місця перевищував 5 % у чоловіків і 8 % у жінок.
- До заліку бралися п'ять кращих результатів і показник у гранд-фіналі[6][7].

## Чоловіки
| Рік      | Золото                     | Срібло                | Бронза                 |
| -------- | -------------------------- | --------------------- | ---------------------- |
| Абу-Дабі | Маріо Мола (ESP)           | Алекс Ї (GBR)         | Фернандо Аларса (ESP)  |
| Бермуди  | Доріан Конінкс (FRA)       | Хав'єр Гомес (ESP)    | Густав Іден (NOR)      |
| Йокогама | Венсан Луї (FRA)           | Генрі Шуман (RSA)     | Бенце Бічак (HUN)      |
| Лідс     | Якоб Бертвістл (AUS)       | Меттью Макілрой (USA) | Хав'єр Гомес (ESP)     |
| Монреаль | Єлле Генс (BEL)            | Маріо Мола (ESP)      | Тайлер Миславчук (CAN) |
| Гамбург  | Якоб Бертвістл (AUS)       | Венсан Луї (FRA)      | Єлле Генс (BEL)        |
| Едмонтон | Джонатан Браунлі (GBR)     | Маріо Мола (ESP)      | Мартен Ван Ріль (BEL)  |
| Лозанна  | Крістіан Блуменфельт (NOR) | Маріо Мола (ESP)      | Фернандо Аларса (ESP)  |

## Жінки
| Рік      | Золото                      | Срібло                      | Бронза                      |
| -------- | --------------------------- | --------------------------- | --------------------------- |
| Абу-Дабі | Кеті Зеферес (USA)          | Тейлор Спайві (USA)         | Джессіка Лермонт (GBR)      |
| Бермуди  | Кеті Зеферес (USA)          | Джессіка Лермонт (GBR)      | Джоанна Браун (CAN)         |
| Йокогама | Кеті Зеферес (USA)          | Саммер Раппапорт (USA)      | Тейлор Спайві (USA)         |
| Лідс     | Джорджія Тейлор-Браун (GBR) | Кеті Зеферес (USA)          | Джессіка Лермонт (GBR)      |
| Монреаль | Кеті Зеферес (USA)          | Джорджія Тейлор-Браун (GBR) | Джессіка Лермонт (GBR)      |
| Гамбург  | Нон Стенфорд (GBR)          | Кассандра Богран (FRA)      | Саммер Раппапорт (USA)      |
| Едмонтон | Емма Джексон (AUS)          | Саммер Раппапорт (USA)      | Ешлі Джентлі (AUS)          |
| Лозанна  | Кеті Зеферес (USA)          | Джессіка Лермонт (GBR)      | Джорджія Тейлор-Браун (GBR) |

## Естафета-мікст
| Рік       | Золото                                                                   | Срібло                                                                       | Бронза                                                                 |
| --------- | ------------------------------------------------------------------------ | ---------------------------------------------------------------------------- | ---------------------------------------------------------------------- |
| Абу-Дабі  | Австралія Ешлі Джентлі Люк Вільян Емма Джеффкоут Якоб Бертвістл          | США Тейлор Спайві Бен Кануте Кеті Зеферес Елі Геммінг                        | Нова Зеландія Енслі Торп Сем Ворд Софі Корбідж Гайден Вайлд            |
| Ноттінгем | Велика Британія Джорджія Тейлор-Браун Бен Дійкстра Софі Колдвелл Алекс Ї | Швейцарія Йоланда Аннен Макс Студер Аліса Кенінг Адрієн Бріффод              | Франція Емілія Мор'є Доріан Конінкс Леоні Пероль П'єр Ле Корре         |
| Гамбург   | Франція Емілія Мор'є Лео Берже Касандра Богран Венсан Луї                | Німеччина Лаура Ліндеманн Валентин Вернц Ніна Ейм Юстус Нішлаг               | Австралія Наталі Ван Куворден Аарон Ройл Емма Джеффкоут Якоб Бертвістл |
| Едмонтон  | Нова Зеландія Енслі Торп Тайлер Рід Ніколь ван дер Каай Гайден Вайлд     | Велика Британія Софі Колдвелл Джонатан Браунлі Індія Лі Гордон Бенсон        | США Саммер Раппапорт Сет Райдер Тейлор Нібб Морган Пірсон              |
| Токіо     | Франція Леоні Пероль П'єр Ле Корре Кассандра Богран Доріан Конінкс       | Велика Британія Джессіка Лермонт Гордон Бенсон Джорджія Тейлор-Браун Алекс Ї | США Саммер Раппапорт Сет Райдер Тамара Горман Бен Кануте               |

## Загальний залік
| Місце | Тріатлоніст                 | Очки |
| ----- | --------------------------- | ---- |
|       | Венсан Луї (FRA)            | 5096 |
|       | Маріо Мола (ESP)            | 4939 |
|       | Хав'єр Гомес (ESP)          | 4533 |
| 4     | Фернандо Аларса (ESP)       | 4395 |
| 5     | Мартен Ван Ріль (BEL)       | 3659 |
| 6     | Якоб Бертвістл (AUS)        | 3433 |
| 7     | Генрі Шуман (RSA)           | 3148 |
| 8     | Лео Берже (FRA)             | 3042 |
| 9     | Густав Іден (NOR)           | 3028 |
| 10    | Крістіан Блумменфельт (NOR) | 2892 |
| 11    | Гайден Вайлд (NZL)          | 2677 |
| 12    | Алекс Ї (GBR)               | 2521 |
| 13    | Бенце Бічик (HUN)           | 2489 |
| 14    | Єлле Генс (BEL)             | 2438 |
| 15    | Джонатан Браунлі (GBR)      | 2254 |
| 16    | Тайлер Миславчук (CAN)      | 2249 |
| 17    | Йонас Шомбург (GER)         | 2230 |
| 18    | Доріан Конінкс (FRA)        | 2062 |
| 19    | Аарон Ройл (AUS)            | 2010 |
| 20    | Сем Ворд (NZL)              | 1905 |
|       |                             |      |
| 51    | Ростислав Пєвцов (AZE)      | 476  |

| Місце | Тріатлоністка               | Очки |
| ----- | --------------------------- | ---- |
|       | Кеті Зеферес (USA)          | 6175 |
|       | Джессіка Лермонт (GBR)      | 5326 |
|       | Джорджія Тейлор-Браун (GBR) | 5191 |
| 4     | Тейлор Спайві (USA)         | 4651 |
| 5     | Саммер Раппапорт (USA)      | 3589 |
| 6     | Рахель Кламер (NED)         | 3586 |
| 7     | Нон Стенфорд (GBR)          | 3435 |
| 8     | Кассандра Богран (FRA)      | 2548 |
| 9     | Аннамарія Маццетті (ITA)    | 2456 |
| 10    | Лаура Ліндеманн (GER)       | 2427 |
| 11    | Джоанна Браун (CAN)         | 2414 |
| 12    | Вікі Голланд (GBR)          | 2409 |
| 13    | Ліза Пертерер (AUT)         | 2376 |
| 14    | Аліса Бетто (ITA)           | 2233 |
| 15    | Тейлор Нібб (USA)           | 2231 |
| 16    | Клер Мішель (BEL)           | 2220 |
| 17    | Юко Такахаші (JPN)          | 2148 |
| 18    | Емма Джексон (AUS)          | 2080 |
| 19    | Верена Штайнгаузер (ITA)    | 2077 |
| 20    | Ешлі Джентлі (AUS)          | 1947 |